# 霧島市立陵南中学校
霧島市立陵南中学校（きりしましりつ りょうなんちゅうがっこう）は、鹿児島県霧島市溝辺町麓にある市立の中学校。

## 概要
市町村合併で霧島市が誕生する以前は、溝辺町立陵南中学校であった。現在は1学年2学級で推移している。

## 校区
- 陵南小学校 全域

## 沿革
- 1947年（昭和22年）4月1日 - 溝辺村立溝辺中学校が設置され、同時に玉利小学校に溝辺村立溝辺中学校馬立分校が設置される[1]。
- 1953年（昭和28年）5月1日 - 溝辺村立溝辺中学校馬立分校が溝辺村立溝辺中学校玉利分校に改称する[1]。
- 1954年（昭和29年）4月1日 - 玉利分校が溝辺中学校から独立し溝辺村立玉利中学校となる[1]。
- 1959年（昭和34年）4月1日 - 溝辺村が町制施行し溝辺町となったのに伴い、溝辺町立玉利中学校に改称する。
- 1982年（昭和57年）
  - 3月 - 現在地に移転[2]。
  - 4月 - 溝辺町立玉利中学校が溝辺町立陵南中学校に改称[2]。
- 2005年（平成17年）11月7日 - 溝辺町が国分市などと新設合併し、霧島市となったのに伴い、霧島市立陵南中学校に改称。

## 著名な出身者
- 井上一樹 - 元プロ野球選手

## 周辺
- 鹿児島空港
- 九州自動車道
- 国道504号